# Calodexia insolita
Calodexia insolita är en tvåvingeart som beskrevs av Charles Howard Curran 1934. Calodexia insolita ingår i släktet Calodexia och familjen parasitflugor.
Artens utbredningsområde är Guyana. Inga underarter finns listade.